# NON POLICY
『NON POLICY』（ノン・ポリシー）は、日本の歌手である沢田研二の21作目となるオリジナルアルバム。
1984年6月5日にポリドール （現ユニバーサルミュージック）からLP盤でリリースされた。
その後CD化され、1991年と1996年に東芝EMIから、また2005年にはユニバーサルミュージックから再リリースされている。

## 解説
本作は多くの作詞、作曲家に提供を受けた作品で、音楽性もEXOTICSの手になるストレートなバンドサウンドに回帰している。また編曲は全曲を井上鑑が手がけている。作詞には秋元康、大津あきら、三浦徳子といった作詞家を迎え、作曲には佐藤健、原田真二、南佳孝、新田一郎を迎えており、特に新田が手がけた「渡り鳥 はぐれ鳥」ではスペクトラムを髣髴させるホーンサウンドが大きく取り上げられている。またイギリスのミュージシャン、クリス・レアと佐野元春が詞曲を手がけている。
1981年の「S/T/R/I/P/P/E/R」以来、沢田と制作を共にしたEXOTICSは解散することとなった。また沢田はこの後、長らく在籍した渡辺プロダクションを独立してレコード会社もポリドールから東芝EMIへ移籍、加瀬邦彦もプロデュースを離れることとなり、非常に大きな転換点となった作品である。

## 収録曲
- 全編曲：井上鑑

1. ナンセンス
  - 作詞:秋元康／作曲:佐藤健
2. 8月のリグレット
  - 作詞:大津あきら／作曲:原田真二
3. 真夏のConversation
  - 作詞:三浦徳子／作曲:佐藤健
4. SMILE
  - 作詞・作曲:クリス・レア／日本語詞:三浦徳子[注釈 1]
5. ミラーボール・ドリーマー
  - 作詞:三浦徳子／作曲:沢田研二
6. シルクの夜
  - 作詞:三浦徳子／作曲:南佳孝
7. すべてはこの夜に
  - 作詞・作曲:佐野元春
8. 眠れ巴里
  - 作詞:大津あきら／作曲:沢田研二
9. ノンポリシー
  - 作詞:秋元康／作曲:原田真二
10. 渡り鳥　はぐれ鳥
  - 作詞:三浦徳子／作曲:新田一郎

## 参加ミュージシャン
- エキゾティクス
  - 吉田建 - ベース
  - 柴山和彦 - ギター
  - 上原裕 - ドラムス
  - 西平彰 - キーボード
- 井上鑑 - キーボード
- 矢口博康 - サクソフォーン